# Wereldkampioenschappen baanwielrennen 1960
De wereldkampioenschappen baanwielrennen 1960 werden gehouden van 3 tot en met 14 augustus 1960 in het West-Duitse Leipzig. Er stonden acht onderdelen op het programma, drie voor beroepsrenners, drie voor amateurs en twee voor vrouwen.

## Uitslagen

### Beroepsrenners
| Onderdeel     | Goud              | Goud                     | Zilver          | Zilver      | Brons          | Brons     |
| ------------- | ----------------- | ------------------------ | --------------- | ----------- | -------------- | --------- |
| Sprint        | Antonio Maspes    | Italië                   | Oskar Plattner  | Zwitserland | Jos De Bakker  | België    |
| Achtervolging | Rudi Altig        | Bondsrepubliek Duitsland | Willy Trepp     | Zwitserland | Ercole Baldini | Italië    |
| Stayeren      | Guillermo Timoner | Spanje                   | Martin Wierstra | Nederland   | Noppie Koch    | Nederland |

### Amateurs
| Onderdeel     | Goud            | Goud                           | Zilver            | Zilver                         | Brons            | Brons                          |
| ------------- | --------------- | ------------------------------ | ----------------- | ------------------------------ | ---------------- | ------------------------------ |
| Sprint        | Sante Gaiardoni | Italië                         | Léo Sterckx       | België                         | David Handley    | Verenigd Koninkrijk            |
| Achtervolging | Marcel Delattre | Frankrijk                      | Henk Nijdam       | Nederland                      | Siegfried Köhler | Duitse Democratische Republiek |
| Stayeren      | Georg Stoltze   | Duitse Democratische Republiek | Siegfried Wustrow | Duitse Democratische Republiek | Henk Buis        | Nederland                      |

### Vrouwen
| Onderdeel     | Goud             | Goud                | Zilver                       | Zilver      | Brons          | Brons               |
| ------------- | ---------------- | ------------------- | ---------------------------- | ----------- | -------------- | ------------------- |
| Sprint        | Galina Ermolaeva | Sovjet-Unie         | Valentina Maximova-Pantilova | Sovjet-Unie | Jean Dunn      | Verenigd Koninkrijk |
| Achtervolging | Beryl Burton     | Verenigd Koninkrijk | Marie-Thérèse Naessens       | België      | Lyubov Shogina | Sovjet-Unie         |

### Medaillespiegel
| Plaats | Land                           | Goud | Zilver | Brons | Totaal |
| 1      | Italië                         | 2    | 0      | 1     | 3      |
| 2      | Duitse Democratische Republiek | 1    | 1      | 1     | 3      |
| 2      | Sovjet-Unie                    | 1    | 1      | 1     | 3      |
| 4      | Verenigd Koninkrijk            | 1    | 0      | 2     | 3      |
| 5      | Spanje                         | 1    | 0      | 0     | 1      |
| 5      | Frankrijk                      | 1    | 0      | 0     | 1      |
| 5      | Bondsrepubliek Duitsland       | 1    | 0      | 0     | 1      |
| 8      | Nederland                      | 0    | 2      | 2     | 4      |
| 9      | België                         | 0    | 2      | 1     | 3      |
| 10     | Zwitserland                    | 0    | 2      | 0     | 2      |
| Totaal | Totaal                         | 8    | 8      | 8     | 24     |